# Tenuki
Tenuki (japonsky 手抜き) je ve hře go lokální ignorování soupeřova tahu. Myšlenka je taková, že ignorování tahu v lokální pozici sice povede ke ztrátě, ale zisk v jiném místě globální pozice tuto ztrátu převáží. Obvykle se používá v situaci, kdy hráč usoudí, že lokální soupeřova hrozba nevyžaduje neodkladnou reakci. V šachu má podobný význam gambit.

## Příklad tenuki
|  |  |  |  |  |  |  |  |  |
|  |  |  |  |  |  |  |  |  |
|  |  |  |  |  |  |  |  |  |
|  |  |  |  |  |  |  |  |  |
|  |  |  |  |  |  |  |  |  |
|  |  |  |  |  |  |  |  |  |
|  |  |  |  |  |  |  |  |  |
|  |  |  |  |  |  |  |  |  |
|  |  |  |  |  |  |  |  |  |

V této ukázce napadá bílý hráč trojúhelníkem označený kámen černého hráče. Černý neodpovídá na tah 5 a udělá tah 6 jinde (kámen není ve výřezu desky vidět) - to je tenuki. Bílý může v tomto rohu desky pokračovat například tahem 7 pro snížení lokálního vlivu skupiny černých kamenů tak, že blokuje její expanzi směrem vlevo podél stěny a nepřímo utlačuje do rohu hrací desky.